# حسین معمارزاده
حسین معمارزاده (زادهٔ ۱۲ اسفند ۱۳۱۸ تهران – درگذشته ۱۷ آبان ۱۳۷۵) دوبلور و بازیگر ایرانی بود.

## زندگی‌نامه
وی در سن ۲۰ سالگی کارش را به سرپرستی علی کسمایی آغاز کرد و به دلیل برخورداری از صدای محکم و با انعطاف به سرعت تبدیل به یکی از بهترین دوبلورهای ایران شد. او در آثار بسیاری به صداپیشگی پرداخت. او یکی از بهترین گویندگان مکمل کار گروهی دوبله در تاریخ دوبله ایران محسوب می‌شود. وی اولین دوبلور ایران بود که در نقشِ بروسلی به صداپیشگی پرداخت. معمارزاده در برخی از آثار در چند نقش، گویندگی کرده‌است که از آن جمله می‌توان به محمد رسول‌الله، تیرانداز، خرقه، بیلیاردباز و سریال معما اشاره کرد.
همچنین در چند فیلم به ایفای نقش پرداخت.

## مرگ
آبان ۱۳۷۵ پس از پایان کار دوبله به دلیل ناراحتی قلبی به بیمارستان منتقل شد اما با رضایت خود به خانه بازگشت و سرانجام ۱۷ آبان پس از چند روز بیهوشی درگذشت و به همین خاطر گویندگی او در سریال تنهاترین سردار به جای فتحعلی اویسی ناتمام ماند.

## برخی از کارها

### فیلم‌های خارجی
- اولین دوبلور فیلم‌های بروسلی (زنبور سبز، راه اژدها، خشم اژدها، اژدها وارد می‌شود و بازی مرگ..)
- حفره (رولند)
- محمد رسول‌الله (عبدا.. حاکم مدینه)
- سرزمین من (آنتونی هاپکینز)
- فقط بخاطر چشمان تو (كريستاتوس)
- عملیات مرداب (۱۹۸۱) – «ریس» (فرد وارد)
- انتقام (کمیسر مولدوان) (۱۹۸۰) – «پاریپان»
- تقلید زندگی (۱۹۵۹) – به جای شخصیت «آلن لومیس» – با بازی (رابرت آلدا)
- فرار به‌سوی پیروزی (۱۹۸۱) (دوبلهٔ اول و دوبلهٔ دوم)
- انیمیشن جزیرۀ اسرارآمیز (۱۹۷۵) – به جای شخصیت «سروان هاردینگ»
- بیسکویت سبز (۱۹۷۳) – به جای شخصیت «سرپرست هَچِر» (براک پیترس)

### سریال‌های خارجی
- ارتش سری (مکس)
- جنگجویان کوهستان (سانگ چیانگ)
- از سرزمین شمالی (گورو)
- سال‌های دور از خانه (پدر ریوزو)
- داستان زندگی[۳] (پدربزرگ هانیکو)

### فیلم‌های ایرانی
- وسوسه (ولی‌الله شیراندامی)
- نیش (احمد قدکچیان)

### سریال‌های ایرانی
- امام علی(به جای ابا قطام - سیروس گرجستانی)
- مزد ترس  ( به جای سرهنگ اداره آگاهی پرویز رفیعی)
- روزی روزگاری (سفر بیک)
- هشت بهشت (حسین خانی بیک)

### کارتون
- بارباپاپا (بارباپاپا (باربای صورتی رنگ (پدر خانواده)
- خانواده دکتر ارنست (دکتر ارنست)
- دختری به نام نل (پدربزرگ نل)
- لوک خوش شانس (آوریل دالتون)

## بازیگری
- مرگ پلنگ (۱۳۶۸) – در نقش «حیران»
- گل گمشده (۱۳۴۱)